# Nawasiołki (sielsowiet Daszkauka)
Nawasiołki (biał. Навасёлкі; ros. Новосёлки) – wieś na Białorusi, w obwodzie mohylewskim, w rejonie mohylewskim, w sielsowiecie Daszkauka, nad Dnieprem i przy drodze republikańskiej R97.